# Agrégation de science politique
En France, les concours d'agrégation de science politique servent au recrutement d'un ensemble de professeurs des universités dans les disciplines juridiques. On distingue les « premiers concours », destinés aux titulaires du doctorat ou de l'habilitation à diriger des recherches, et les « deuxièmes concours », destinés aux maîtres de conférences âgés d'au moins quarante ans et comptant au moins dix années de service. 
Avant la création du corps des professeurs des universités en 1979, les concours d'agrégation de science politique servaient au recrutement des maîtres de conférences des disciplines politiques, le "concours d'agrégation" s'appelait en fait "concours pour l'accès au corps des maîtres de conférences des disciplines juridiques, politiques, économiques et de gestion". Les professeurs titulaires des facultés de droit étaient quant à eux recrutés par un concours sur titres et travaux. La dénomination de "concours d'agrégation " a été réintroduite lors de la création du corps des professeurs des universités, puis remplacée par "concours national sur épreuve", lors de la réforme du statut des enseignants-chercheurs en 1984, et redevenue "concours d'agrégation de l'enseignement supérieur" en 1987.
Le premier type de concours a été créé en 1971. Le second concours est issu de la procédure de recrutement par inscription de maîtres-assistants sur une liste d'aptitude mise en place en 1971, puis remaniée en 1978 et 1979. Supprimée en 1984 au profit de la mise en place de concours par établissement, la notion de second concours d'agrégation apparait véritablement avec le décret du 28 septembre 1989. 

## Concours

### Épreuves

#### Sélection des candidats: présentation des travaux
Le candidat présente ses travaux pendant 10-15 minutes, suivi d'une discussion avec le jury d'environ 30 minutes. L'ensemble ne doit pas dépasser 45 minutes.
À l'issue de ces présentations, le jury détermine l'ensemble des sous-admissibles, c'est-à-dire ceux jugés aptes à poursuivre les épreuves.
Cette épreuve a généralement lieu en décembre.
En 2009, 45 candidats se sont présentés à cette épreuve.

#### Sous-admissibilité: première leçon en loge
Le candidat tire au sort un sujet dans la matière qu'il a choisie (parmi cinq au total, voir ci-après).
Il a huit heures pour préparer une leçon.
La présentation de cette leçon devant le jury dure 30 minutes, suivie de 15 minutes de discussion.
Cette épreuve a généralement lieu en janvier.
En 2009, 31 candidats se sont présentés à cette épreuve.

#### Admissibilité: deuxième leçon en loge
La particularité de cette leçon est d'avoir une matière imposée : Institutions et vie politique nationales comparées depuis le début du XIXe siècle.
La présentation de cette leçon devant le jury dure 30 minutes, suivie de 15 minutes de discussion.
Cette épreuve a généralement lieu en mars.
En 2009, 15 candidats se sont présentés à cette épreuve.

#### Admission: troisième leçon en loge
Le candidat tire au sort un sujet dans une seconde matière qu'il a choisie (parmi cinq au total, voir ci-après ; elle ne peut être identique à celle de la première leçon).
Il a huit heures pour préparer une leçon.
La présentation de cette leçon devant le jury dure 30 minutes, suivie de 15 minutes de discussion.
Cette épreuve a généralement lieu en mai.
En 2009, 15 candidats se sont présentés à cette épreuve ; 7 ont été admis.
Les résultats finaux sont généralement annoncés en juin.

### Options
- Administration, gestion et politiques publiques
- Histoire des idées et de la pensée politique
- Institutions et relations internationales
- Sociologie politique
- Méthodes des sciences sociales

## Présidents du jury d'agrégation de science politique
Les présidents de jury sont désignés par le ministre chargé de l'enseignement supérieur.
- 1988-1989 : Jean-Louis Quermonne (université Grenoble-II)
- 1990-1991 : François d'Arcy (Institut d'études politiques de Grenoble)
- 1992-1993 : Claude Émeri (Institut d'études politiques de Bordeaux)
- 1994-1995 : Yves Schemeil (Institut d’études politiques d'Aix-en-Provence)
- 1996-1997 : Jacques Lagroye (université Paris-I)
- 1998-1999 : Pierre Sadran (Institut d'études politiques de Bordeaux)
- 2000-2001 : Philippe Braud (Institut d'études politiques de Paris)
- 2002-2003 : Pierre Favre (Institut d'études politiques de Grenoble)
- 2004-2005 : Marc Sadoun (Institut d'études politiques de Paris)
- 2006-2007 : Jean Baudoin (université Rennes-I)
- 2008-2009 : Daniel Gaxie (université Paris-I)
- 2010-2011 : Daniel-Louis Seiler (Institut d’études politiques d'Aix-en-Provence)
- 2012-2013 : Bertrand Badie (Institut d'études politiques de Paris)
- 2014-2015 : Erik Neveu (université Rennes-I)
- 2016-2017 : Yves Poirmeur (université de Versailles-Saint-Quentin-en-Yvelines)
- 2018-2019 : Olivier Ihl (Institut d'études politiques de Grenoble, université Grenoble-Alpes)
- 2020-2021 : Brigitte Gaïti (université Paris-I)
- 2022-2023 : Hélène Michel (Institut d'études politiques de Strasbourg, université de Strasbourg)
- 2024-2025 :